# Macromitrium krausei
Macromitrium krausei är en bladmossart som beskrevs av Paul Pablo Günther Lorentz 1866. Macromitrium krausei ingår i släktet Macromitrium och familjen Orthotrichaceae. Inga underarter finns listade i Catalogue of Life.